# نادي المحرق
نادي المحرق البحريني الرياضي نادي كرة قدم بحريني تأسس عام 1928، أي منذ فترة مبكرة في تاريخ البحرين الحديث. يعتبر من أقدم أندية كرة القدم البحرينية والرافد والمموَّل الأول للمنتخبات الوطنية بكل فئاتها. يلعب النادي في الدوري البحريني الممتاز وملعبه الرسمي هو ستاد المحرق. يلقب النادي بشيخ الأندية الخليجية والذيب الأحمر. ويرأسه الشيخ أحمد بن علي آل خليفة.
حصل فريق كرة القدم بنادي المحرق على ثلاث بطولات خارجية وحيدة في تاريخ كرة القدم البحرينية وهي: كأس الإتحاد الآسيوي 2008، دوري أبطال الخليج 2012، كأس الإتحاد الآسيوي 2021.

## التاريخ
تأسس نادي المحرق في عام 1928، عندما اندمجت عدة فرق كروية بمدينة المحرق مثل فريق الخليفية والشبيبة والفتيان لتكون نادي المحرق، وقد كان للشيخ علي بن محمد بن عيسى آل خليفة دور مهم في تكوين مجلس إدارة نادي المحرق.
استقدم نادي المحرق الرياضي محترفين أجانب في مناسبات معينة مثل المهاجم البرازيلي لياندسون دياز دا سيلفا المعروف أيضًا باسم ريكو وعدنان سراجليك والمدافع جوليانو دي باولا وجمال إبرارو. فاز ريكو بجائزة هداف العالم في عام 2008 برصيد 19 هدفا. كما ساعد لاعبا الوسط الأردنيان نور الروابدة ومحمود المرضي المحرق للفوز بكأس الاتحاد الآسيوي 2021.

## شعار النادي

الشعار القديم
الشعار الحالي

## تشكيلة الفريق

### التشكيلة الحالية 2022/2021
ملاحظة: تشير الأعلام إلى المنتخب الوطني على النحو المحدد في قواعد الأهلية للفيفا. قد يحمل اللاعبون أكثر من جنسية واحدة غير تابعة للفيفا.
| الرقم | البلد   | المركز | اللاعب           |
| ----- | ------- | ------ | ---------------- |
| 24    | البحرين | حارس   | سيد محمد جعفر    |
|       | البحرين | وسط    | عمر صابر         |
|       | البحرين | مدافع  | محمد فالح        |
|       | البحرين | مدافع  | صالح عبد الحميد  |
|       | البحرين | مدافع  | عباس عياد        |
|       | البحرين | مدافع  | عبد الله أحمد    |
|       | البحرين | مدافع  | عبد الله عمر     |
|       | البحرين | مدافع  | محمد البناء      |
|       | البحرين | مدافع  | وليد الحيام      |
|       | البحرين | مدافع  | يوسف سالمين      |
|       | البحرين | وسط    | عبد الله الخلاصي |
|       | البحرين | وسط    | حسام حمود        |

| الرقم | البلد      | المركز | اللاعب             |
| ----- | ---------- | ------ | ------------------ |
|       | البحرين    | وسط    | يوسف محمد          |
|       | نيجيريا    | وسط    | موزيس أتيدي جونا   |
|       | تركمانستان | وسط    | روسلان مينجازوف    |
|       | البحرين    | وسط    | عبد الله عبدو      |
|       | البحرين    | وسط    | عبد الوهاب الصافي  |
|       | البحرين    | وسط    | فهد الحردان        |
|       | البحرين    | وسط    | فهد شويطر          |
|       | البحرين    | وسط    | محمد سالمين        |
|       | البحرين    | وسط    | عماد عبد الله محمد |
|       | البحرين    | مهاجم  | عبد الله الحايكي   |
|       | البحرين    | مهاجم  | علي مفتاح          |
|       | ليبيا      | مهاجم  | محمد صوله          |
|       | البحرين    | مهاجم  | علي جمال           |
|       | المغرب     | وسط    | سفيان مهروق        |
|       | البرازيل   | مهاجم  | فلافيو كاريوكا     |
|       | البرازيل   | مهاجم  | جوناثان            |

- المدرب: عيسى السعدون

## سجل البطولات

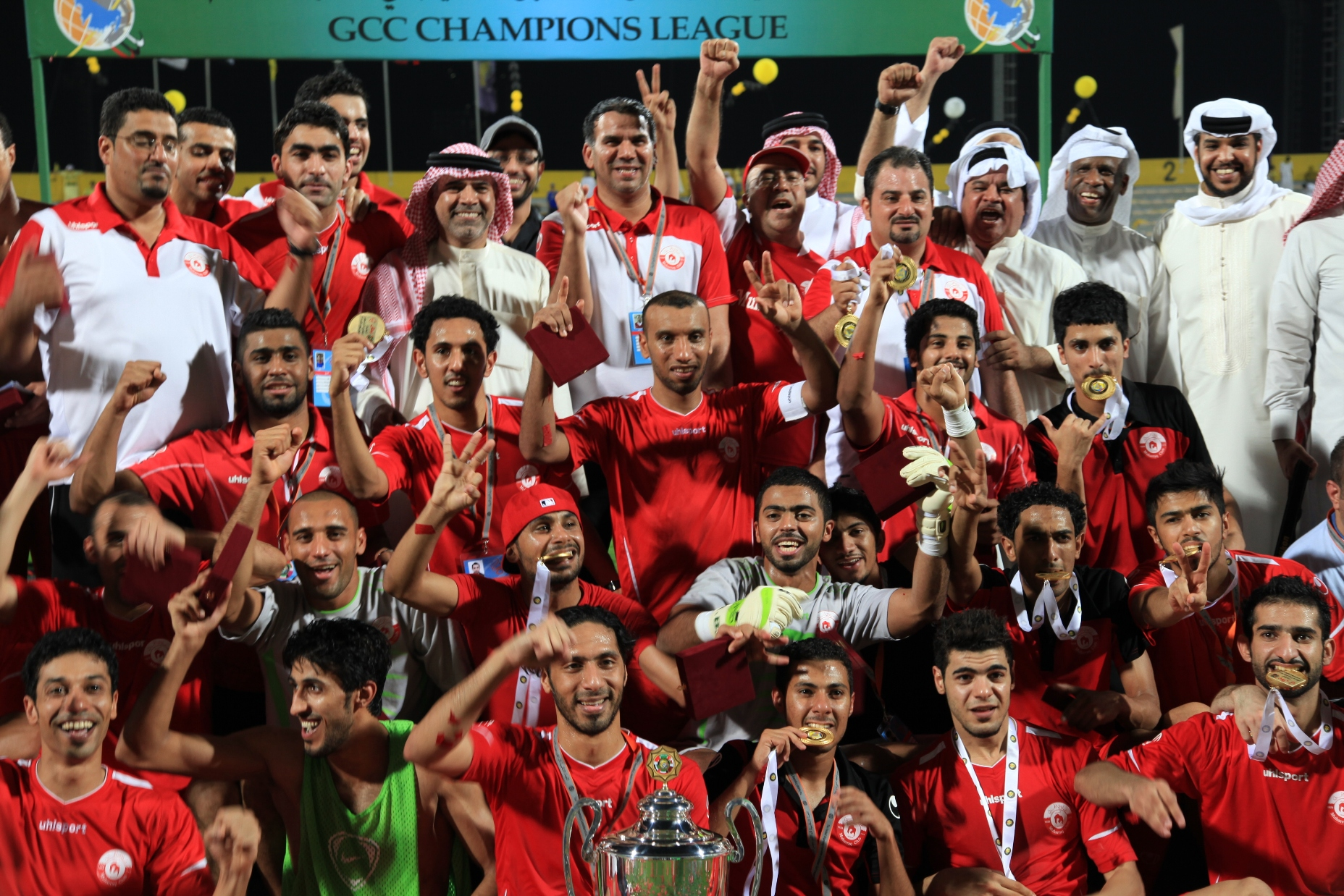
بطولة الخليج للابطال 2012

### الدوري البحريني الممتاز
- البطل (35 مرة): 1957، 1958، 1960، 1961، 1962، 1963، 1964، 1965، 1966، 1967، 1970، 1971، 1973، 1974، 1976، 1980، 1983، 1984، 1986، 1988، 1991، 1992، 1995، 1999، 2001، 2002، 2004، 2006، 2007، 2008، 2009، 2011، 2015، 2018 ، 2025.[9]
- الوصيف (5 مرات): 2010،[10] 2012،[11] 2013،[12] 2016،[13] 2020.[14]
- المركز الثالث (مرتين): 2003،[15] 2019،[16]

### كأس ملك البحرين
- البطل (33 مرة): 1952، 1953، 1954، 1958، 1959، 1961، 1962، 1963، 1964، 1966، 1967، 1972، 1974، 1975، 1978، 1979، 1983، 1984، 1989، 1990، 1993، 1995، 1996، 1997، 2002، 2005، 2008، 2009، 2011، 2012، 2013، 2016، 2020.[17]

### كأس السوبر البحريني
- البطل (3 مرات): 2006، 2013، 2018.[18]

### كأس النخبة البحريني
- البطل (مرة واحدة) :2019.[19]

### كأس الاتحاد الآسيوي
- البطل (مرتين) :2008 ، 2021.[20]

## سجل المشاركات

### كأس العرب للأندية الأبطال
- (6 مرات): 1898، 1993، 2000، 2005، 2018- 19، 2019- 20 ،2023- 2024.[21]

### البطولة العربية للأندية الفائزة بالكؤوس
- (مرتين): 1991، 1996.[21]

### كأس السوبر البحريني
- (5 مرات): 2006، 2013، 2015، 2016، 2018.[18]

## الطاقم الإداري

### المدربون
- مصر ممدوح خفاجي (حوالي السبعينيات).[22]
- البحرين خليفة الزياني (الثمانينيات)
- البرازيل رالف بورجيس فيريرا (1989–90)
- البرازيل ديفيد فيريرا دوكي (1991-1992)
- رومانيا أيون مولدوفان (1999)
- رومانيا أيون إيون (1999-00)
- البرازيل أكاشيو كاسيميرو (2003)
- البرازيل رالف بورجس فيريرا (2003–04)
- البرازيل ستيفانو إمباجليازو (2004-05)
- البحرين خليفة الزياني (2005)
- البرتغال كارلوس ألينهو (2005-06)
- البحرين خليفة الزياني (2006)
- البرازيل فرناندو دورادو (2006)
- البحرين سلمان شريدة (2007–08)
- البرازيل جوليو بيكسوتو
- البوسنة والهرسك دينو أربوزوفيتش (2014-2015)
- كرواتيا رادان غاسانين (2016)
- ألمانيا روبرت جاسبيرت (2017)
- البحرين سلمان شريدة (2018)
- تونس ناصيف البياوي (2018)
- تونس نبيل كوكي (2018-2019)
- البحرين علي عامر (2019)
- البرازيل لوكاس باكيتا (2019-2020)
- البحرين عيسى سعدون الحمداني (2020–)
- تونس ناصيف البياوي (2023)